# Vizitsa
Vizitsa (Bulgaars: Визица) is een dorp in het oosten van Bulgarije. Het dorp is gelegen in de gemeente Malko Tarnovo, oblast Boergas. De afstand naar Boergas is hemelsbreed 43 km, terwijl de hoofdstad Sofia op 356 de km afstand ligt. 

## Bevolking
Op 31 december 2019 werden er slechts 45 inwoners geregistreerd door het Nationaal Statistisch Instituut van Bulgarije, een drastische daling vergeleken met het maximum van 702 personen in 1956.
|  |

Van de 66 inwoners reageerden er 46 op de optionele volkstelling van 2011. Van deze 46 respondenten identificeerden 36 personen zichzelf als etnische Roma (78,3%). Verder werden er 8 etnische Bulgaren (17,4%) en 2 ‘overige/ondefinieerbare’ respondenten (4,3%) geregistreerd.
| Etniciteit   | Aantal | %     |
| ------------ | ------ | ----- |
| Bulgaren     | 8      | 17,4% |
| Turken       | -      | -     |
| Roma         | 36     | 78,3% |
| Overig       | 2      | 4,3%  |
| Respondenten | 46     |       |

Bjala Voda · Bliznak · Brasjljan · Evrenozovo · Gramatikovo · Kalovo · Malko Tarnovo · Mladezjko · Slivarovo · Stoilovo · Vizitsa · Zabernovo · Zvezdets